# Tetraibidion aurivillii
Tetraibidion aurivillii är en skalbaggsart som först beskrevs av Pierre Émile Gounelle 1909. 
Tetraibidion aurivillii ingår i släktet Tetraibidion och familjen långhorningar.
Artens utbredningsområde är Paraguay. Inga underarter finns listade i Catalogue of Life.